# Festival international du film de Rome 2014
Le Festival international du film de Rome 2014, 9e édition du festival (9ª edizione del  Festival internazionale del film di Roma), s'est déroulé du 16 au 25 octobre 2014.

## Palmarès

### Caméra d'or
Le jury de ce prix est composé de Jonathan Nossiter, Francesca Calvelli, Cristiana Capotondi, Valerio Mastandrea et  Sydney Sibilia.
- Andrea Di Stefano pour Escobar: Paradise Lost
- Laura Hastings Smith, productrice de Le Monde de Nathan de Morgan Matthews
  - Mention spéciale : Last Summer by Leonardo Guerra Seràgnoli

### Meilleur documentaire italien
Le jury de ce prix est composé de Federico Schiavi, Valeria Adilardi, Mario Balsamo, Ilaria De Laurentiis et Paolo Petrucci.
- Largo Baracche de Gaetano Di Vaio
  - Mention spéciale : Roma Termini de Bartolomeo Pampaloni

### Prix du public
- Gala : Trash de Stephen Daldry[2]
- Cinema d’Oggi : 12 Citizens by Zu Ang
- Mondo Genere : Haider de Vishal Bhardwaj
- Cinema Italia (Fiction) : Fino a qui tutto bene de Roan Johnson
- Cinema Italia (Documentary) : Looking for Kadija de Francesco G. Raganato

### Prix spéciaux
- Marc’Aurelio Lifetime Achievement Award : Walter Salles
- Maverick Director Award : Takashi Miike
- Marc’Aurelio Acting Award : Tomas Milian

### Autres prix
- Farfalla d’Oro Prize – Agiscuola : Gone Girl de David Fincher
- The SIGNIS Award – Ente dello Spettacolo :
  - Fino a qui tutto bene de Roan Johnsond
  - Wir sind jung. Wir sind stark de Burhan Qurbani
- L.A.R.A. (Libera Associazione Rappresentanza di Artisti) du meilleur acteur italien : Marco Marzocca pour Buoni a nulla de Gianni Di Gregorio
- AIC 2014 Award de la meilleure photo : Luis David Sansans pour Escobar: Paradise Lost de Andrea Di Stefano
- AMC Best Editing : Julia Karg pour Wir sind jung. Wir sind stark de Burhan Qurbani
- Meilleur son – A.I.T.S. : Last Summer de Leonardo Guerra Seragnoli
- La Chioma di Berenice Award de la coiffure : Simona Castaldi pour Soap Opera de Alessandro Genovesi
- La Chioma di Berenice Award du maquillage : Fabio Lucchetti pour Soap Opera de Alessandro Genovesi
- Akai Award International Film Fest : Fino a qui tutto bene de Roan Johnson
- Green Movie Award : Biagio de Pasquale Scimeca
- Sorriso diverso Roma 2014 Award : Italian film : Biagio de Pasquale Scimeca
- Film étranger : Wir sind jung. Wir sind stark de Burhan Qurbani